# Equacions de Kohn i Sham
En física i química quàntica, les equacions de Kohn i Sham són una formulació de l'equació de Schrödinger basada en un sistema fictici d'electrons no interaccionants que generen la mateixa densitat electrònica que el sistema real de particules interaccionants.